# Vinga
Vinga là một xã thuộc hạt Arad, România. Dân số thời điểm năm 2002 là 6389 người.